# Lista de episódios de The Playboy Club
The Playboy Club é uma série de televisão norte-americana, do canal NBC, com estreia nos Estados Unidos a 19 de Setembro de 2011. O canal cancelou a série no dia 4 de Outubro, ao fim de três episódios.

## Episódios

### 1ª temporada
| No. | Título                                | Realização          | Escritor                             | Transmissão original                    | Código | Espectadores (milhões) |
| --- | ------------------------------------- | ------------------- | ------------------------------------ | --------------------------------------- | ------ | ---------------------- |
| 1 | "Pilot"                               | Alan Taylor         | Chad Hodge                           | 19 de setembro de 2011                  | 101    | 5.02                   |
| Chicago, 1963. Maureen (Amber Heard), uma jovem orfã de Fort Wayne, junta-se ao Clube Playboy (o local onde eram feitas as festas que marcaram os primeiros anos da revista). Numa dessas festas a jovem mata por acidente um importante membro da família Bianchi. O advogado Nick Dalton tenta usar os seus contactos para tentar tirar Maureen da mira da máfia.                                                 |                                       |                     |                                      |                                         |        |                        |
| 2 | "The Scarlet Bunny"                   | Scott Winant        | Chad Hodge & Karyn Usher; Chad Hodge | 26 de setembro de 2011                  | 102    | 3.97                   |
| A competição aquece as coelhinhas num concurso para ser a capa da Revista Playboy. Carol-Lynne descobre um segredo obscuro que Maureen esconde. Nick, com a ajuda de uma fonte improvável, recebe apoio do Mayor Daley para concorrer à promotoria. |                                       |                     |                                      |                                         |        |                        |
| 3 | "A Matter of Simple Duplicity"        | Lesli Linka Glatter | Mark Fish                            | 3 de outubro de 2011                    | 103    | 3.47                   |
| Nick começa a trabalhar para a corrida eleitoral. O seu empresário, Sean, arranja forma de ele se tornar amigo de um socialite, Frances Dunhill, mas existem problemas quando uma nova coelhinha, Doris, contratada por Carol-Lynne, parece ser mais do que ela aparenta. Maureen decide que é melhor manter os inimigos em potencial próximos em vez de longe, resolvendo ser amigável com o mafioso John Bianchi. |                                       |                     |                                      |                                         |        |                        |
| 4 | "The Dream House and How to Avoid It" | -                   | -                                    | 10 de outubro de 2011 (não foi exibido) | 104    | -                      |
| A frustração da família Bianchi com Maureen cresce. John pressiona-a a dizer-lhes o que eles precisam de saber sobre o seu pai. Brenda continua a ter problemas de família e terá que decidir se o seu futuro no clube das coelhinhas é mais importante do que a sua família. Os problemas de jogo de Billy atingem o seu trabalho.                                                                                 |                                       |                     |                                      |                                         |        |                        |
| 5 | "Trouble in Makeoutsville"            | -                   | -                                    | não foi exibido                         | 105    | -                      |
| Maureen põe o Clube em perigo quando, inadvertidamente, decide defender-se. Alice está nervosa, pois vai sair num encontro amoroso. |                                       |                     |                                      |                                         |        |                        |
| 6 | "A Tryst of Fate"                     | -                   | -                                    | não foi exibido                         | 106    | -                      |